# وادي ذي اللحاين
وادي ذي اللحاين هو واد صغير في سراة بلقرن يسيل حتى تهامة، وعليه قرية ذي اللحاين لشعف بلقرن من بني رزق.